# 山梨みらい農業協同組合
山梨みらい農業協同組合（やまなしみらいのうぎょうきょうどうくみあい、通称:JA山梨みらい）は山梨県の農業協同組合である。

## 概要
2019年（平成31年）2月1日に甲府市農業協同組合（JA甲府市）、中巨摩東部農業協同組合（JA中巨摩東部）、ふじかわ農業協同組合（JAふじかわ）、西八代郡農業協同組合（JA西八代）が統合して発足した、県内最大規模の農業協同組合である。
新設合併であり、本店はJA甲府市の旧本店に置かれ、統一金融機関コードはJA西八代を継承する。
さらに県内の残る7農協と合併し、「山梨県内1JA化」を図る動きもある。
管轄エリアは甲府市（右左口町、心経寺町、中畑町、上向山町、下向山町、白井町、上曽根町及び下曽根町を除く）、甲斐市（竜地、大垈、団子新居、菖蒲沢、下今井、志田、岩森及び宇津谷を除く）、中央市（浅利、高部、木原、大鳥居及び関原を除く）、中巨摩郡昭和町、西八代郡市川三郷町、南巨摩郡富士川町、早川町、身延町、南部町、南都留郡富士河口湖町（河口、大石、長浜、西湖、浅川、船津、小立、勝山，大嵐及び富士ヶ嶺を除く）の区域。

## 特産品一覧
- 八幡芋（登録商標「やはたいも」商標第5018654号）
- 大塚にんじん（登録商標「大塚にんじん」商標第5579893号）
- あけぼの大豆
- 南部茶